# Emilio Forero
Emilio Forero Ara fue un político peruano. 
Nació en Tacna en 1831, hijo de Manuel María Forero y Segura y Manuela Ara y Robles. Se casó con Deidamia Osorio con quien tuvo tres hijos: Carlos, Manuel María y Enrique.
En 1870 fue elegido por primera vez como senador por el departamento de Moquegua. siendo reelecto en 1874. Luego, tras la creación del departamento de Tacna, fue elegido senador por ese departamento entre 1876 y 1879. Luego de la Guerra del Pacífico y, a pesar de la ocupación chilena en gran parte del departamento, ejerció el cargo de senador desde 1886 hasta 1891 y, finalmente, en 1894.